# Ferrals-les-Corbières

Ferrals-les-Corbières este o comună în departamentul Aude din sudul Franței. În 1 ianuarie 2022 avea o populație de 1.267 de locuitori.